# Axsjön (Julmyra, Vittinge socken, Uppland)
Axsjön är en sjö i Heby kommun i Uppland och ingår i Norrströms huvudavrinningsområde. Sjön har en area på 0,139 kvadratkilometer och ligger 73 meter över havet. Sjön avvattnas av vattendraget Örsundaån.
Sjön är belägen på gränsen mellan Julmyra och Gillberga byars område.

## Delavrinningsområde
Axsjön ingår i det delavrinningsområde (665132-156529) som SMHI kallar för Inloppet i Vansjön. Medelhöjden är 77 meter över havet och ytan är 39,18 kvadratkilometer. Det finns inga avrinningsområden uppströms utan avrinningsområdet är högsta punkten. Örsundaån som avvattnar avrinningsområdet har biflödesordning 3, vilket innebär att vattnet flödar genom totalt 3 vattendrag innan det når havet efter 149 kilometer. Avrinningsområdet består mestadels av skog (78 procent) och jordbruk (11 procent). Avrinningsområdet har 0,44 kvadratkilometer vattenytor vilket ger det en sjöprocent på 1,1 procent. Bebyggelsen i området täcker en yta av 0,2 kvadratkilometer eller 1 procent av avrinningsområdet.